# Clément-Emile Roques
Clément-Emile Roques, francoski rimskokatoliški duhovnik, škof in kardinal, * 8. december 1880, Graulhet, † 4. september 1964.

## Življenjepis
2. aprila 1904 je prejel duhovniško posvečenje.
15. aprila 1929 je bil imenovan za škofa Montaubana in 24. junija istega leta je prejel škofovsko posvečenje.
24. decembra 1934 je postal nadškof Aixa in 11. maja 1940 nadškof Rennesa.
18. februarja 1946 je bil povzdignjen v kardinala in imenovan za kardinal-duhovnika S. Balbina.